# Pumapunku

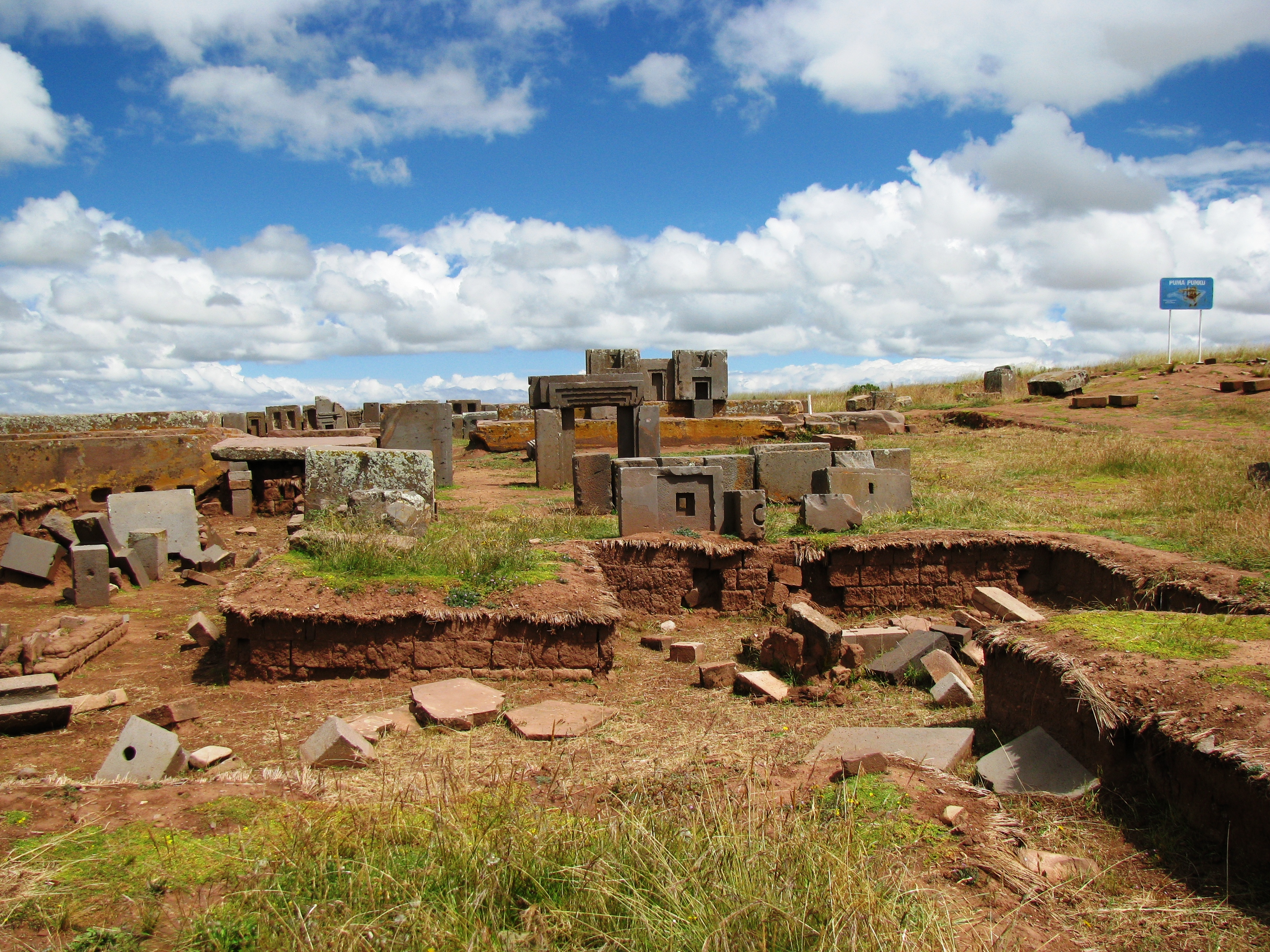
Die Ruinen von Pumapunku

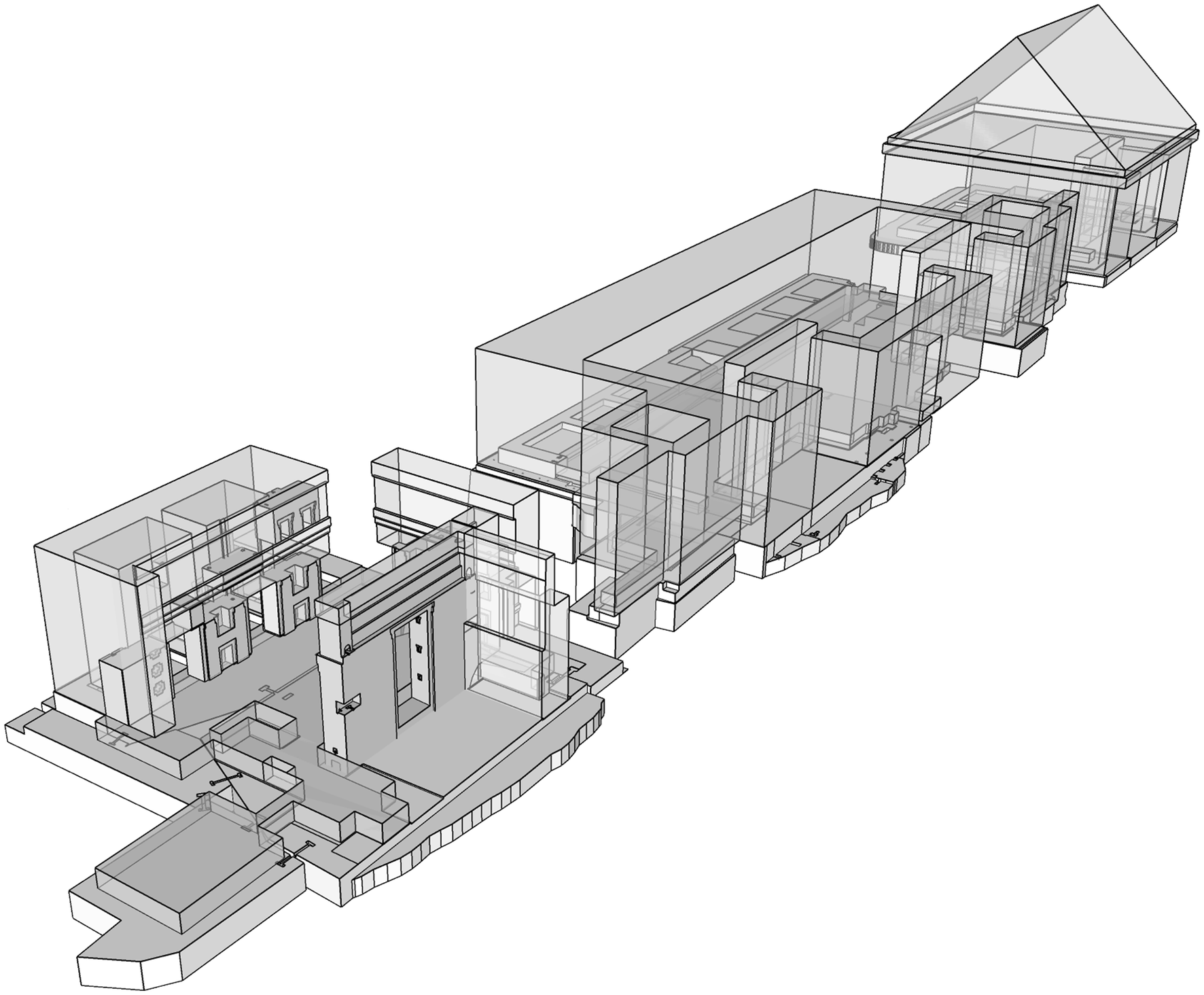
Computergestützte Rekonstruktion von Alexei Vranich: Zu sehen ist der gesamte aus etwa 150 separaten standardisierten Andesit-Monolithen nach dem Baukastenprinzip zusammengesetzte Monumentalkomplex von Pumapunku. Sowohl die perfekt horizontal vermauerten Andesit-Aufbauten als auch die vier Fundamentplatten aus Sandstein (die jeweils mehr als 130 Tonnen wiegen) wurden mit Krampen aus einer einzigartigen Kupfer-Arsen-Nickel-Bronze-Legierung zusammengehalten. Zu sehen ist zudem, dass am vordersten Tor Andesitblöcke mit der weltweit einzigartigen Technik der „versteckte Krampen“ befestigt und gestapelt wurden, wodurch sich eine verlängerte Wand ergab.

Pumapunku, auch Puma Punku (Aymara und Quechua für „Tor des Puma“), ist ein strategisch ausgerichteter, vollständig künstlich angelegter, terrassierter Plattformhügel in Bolivien, der ein labyrinthisches System von Monumentalkanälen beherbergt und auf dem sich unter anderem eine – heute in Ruinen liegende – Monumentalstruktur sowie ein abgesenkter Hof befinden.
Pumapunku ist Bestandteil des Pumapunku-Komplexes, einer Anordnung auf den Pumapunku-Plattformhügel zentrierter Plätze und Rampen. Gebietsuntersuchungen mit einer Drohne ergaben, dass der Pumapunku-Komplex eine Fläche von siebzehn Hektar umfasst, was dreimal so groß ist wie die der Cheops-Pyramide.
Pumapunku ist Teil der archäologischen Fundstätte Tiwanaku nahe der gleichnamigen Ortschaft im Westen Boliviens. Tiwanaku liegt 3.850 Meter über dem Meeresspiegel in der Hochebene des Altiplano nahe dem Titicacasee. Innerhalb von Tiwanaku liegt Pumapunku südöstlich seiner Zwillingskonstruktion Akapana.
Pumapunku ist mit einem weiten Vorplatz im Osten assoziiert. Der Monumentalkomplex besteht aus zwei Basisstrukturen: einem Fundament aus vier Sandsteinplatten (von denen jede etwa 100 Tonnen wiegt), deren Fragmente jeweils mit Metall-Krampen zusammengehalten wurden, und mehr als 150 separaten Andesitblöcken, die puzzleartig zu Aufbauten gefügt und ebenfalls mit Metall-Krampen fixiert sind. Die Gebäude, die einst auf den Fundamentplatten standen, wurden durch Schatzsucher und Plünderer zerstört, sodass heute keiner der Blöcke mehr an seiner ursprünglichen Position steht. Weitere Andesit-Blöcke sind in der Landschaft verstreut, befinden sich noch unter der Erde oder sind im örtlichen Museum ausgestellt.
Da einige Andesitblöcke und Fundamentplatten einen unfertigen Zustand zeigen, gehen Architekturhistoriker und Archäologen davon aus, dass die Monumentalkonstruktion auf dem terrassierten Plattformhügel nie vollendet wurde.
Das häufigste Wort in der Beschreibung dieser komplexen Ruine ist laut dem Archäologen Alexei Vranich „unvorstellbar“ (inconceivable). Nach Alan Kolata sei Pumapunku – obwohl es praktisch völlig zerstört ist – eines der schönsten und architektonisch komplexesten Bauwerke der Andenwelt.
Schon früh wurde Pumapunku als die bemerkenswerteste Konstruktion in der gesamten präkolumbischen Ära bezeichnet. Einige technische und architektonische Merkmale der Tiwanaku-Architektur gelten als weltweit einzigartige Erfindungen, ohne bekannte Vorläufer zu haben. Auch der Komplex an sich stellt eine bemerkenswerte Innovation dar, für die sich weder Vorläufer noch Nachahmer finden. Laut Alexei Vranich liegt mittlerweile ein bestätigtes und gut erhaltenes Analogon vor (siehe #Atlantis- und Ufo-Enthusiasten).

## Geschichte
In der Geschichtsschreibung wurde die Stätte zuerst von dem spanischen Conquistador Pedro de Cieza de León erwähnt. Er entdeckte die Ruinen von Tiwanaku und Pumapunku 1549 zufällig auf der Suche nach der Inkahauptstadt. Schon die spanischen Entdecker waren von den riesigen Monolithen und der technisch perfekten Konstruktion fasziniert.
Pumapunku wird auf das 6. Jahrhundert n. Chr. datiert. Der Hügel war eine bedeutende Stätte der präinkaischen Tiwanaku-Zivilisation wie auch der nachfolgenden Inka-Kultur. Als die Inka Tiwanaku entdeckten, hielten sie es einer Sage zufolge für den Ort, an dem die Welt erschaffen wurde. Der gesamte Komplex besteht aus einem Freiplatz, der zentralen Esplanade, der terrassierten, plattformartigen und mit Stein verkleideten Aufschüttung sowie einem weiteren ummauerten Platz.

## Lage
Der vollständig künstliche Plattformhügel wurde an der neben Akapana einzigen Stelle in Tiwanaku errichtet, die freien Blick auf die drei Gipfel des Illimani und den Titicacasee bietet.

## Anlage
Der Komplex besteht aus einem westlichen Vorhof, von dem einst eine Rampe bis hin zum Westeingang führte, dem eigentlichen Pumapunku, und einem östlichen Vorhof, der etwa die gleiche Grundfläche aufweist.
Der „eigentliche“ Pumapunku ist ein terrassierter Plattformhügel mit einem abgesenkten Hof in der obersten Plattform. Dieser ist 167,36 Meter lang in seiner Nord-Süd-Achse und 116,7 Meter in der Süd-West-Achse. In den Nordost- und Südost-Ecken befinden sich etwa 20 Meter breite Auskragungen, die sich 27,6 Meter nach Nord beziehungsweise Süd erstrecken. Am östlichen Rand befindet sich die sogenannte „Plataforma Lítica“ (span.: steinerne Plattform). Sie besteht aus einer mit zahlreichen enorm großen Steinblöcken befestigten steinernen Terrasse von 6,75 × 38,72 Meter Grundfläche.
Fast alle in Pumapunku verwendeten Steine bestehen aus einer Mischung aus Andesit und rotem Sandstein. Vorrangiges Baumaterial ist ansonsten Lehm sowie in tieferen Schichten vereinzelt Flusssand und Feldstein ohne Lehm.
Aufgrund diverser Ausgrabungen geht man davon aus, dass es drei Hauptepochen gab, in denen intensiv gebaut wurde, zusätzlich zu einzelnen kleineren Ausbesserungs- und Umgestaltungsarbeiten. Westlich vom östlichen Vorhof wurde der Pumapunku-Monolith entdeckt.
Auf dem Höhepunkt, so wird vermutet, muss Pumapunku „geradezu unvorstellbar schön gewesen sein, reich verziert mit Metallplatten, farbenfrohen Keramiken und Ornamenten, besucht von vornehm gekleideten Bürgern, Priestern in prächtigen Gewändern und Eliten, geschmückt mit exotischen Juwelen.“ Aufgrund fehlender schriftlicher Aufzeichnungen sind gesicherte Aussagen zu Alter, Herkunft und Verwendung dieser Anlage jedoch nur schwer zu treffen. Darüber hinaus gab es verschiedene Veränderungen aufgrund von Plünderung, Steinabbruch zu Bauzwecken und Wettereinflüssen.
Das gesamte Gebiet in einem Umkreis von etwa einem Kilometer zwischen dem Pumapunku- und dem Kalasasaya-Komplex wurde mittels Radar, Magnetometrie sowie Geoelektrik und Geomagnetik untersucht. Die geophysikalischen Daten, die während dieser Untersuchung und den Ausgrabungen gesammelt wurden, ergaben eine Vielzahl weiterer von Menschen gemachten Strukturen zwischen beiden Komplexen. Zu diesen Strukturen gehören unter anderem Grundmauern, Wasserkanäle, poolähnliche Einrichtungen, Terrassen, Wohnviertel sowie ausgedehnte Schotterwege, die heutzutage alle unter Bodenschichten vergraben sind.

## Funktion
Pumapunku und Akapana sind beides Konstruktionen, die oft als „besonders spektakulär“ bezeichnet werden, da sie hydraulische Transaktionen dramatisierten. Beides sind geometrisch angeordnete, strategisch ausgerichtete terrassierte Plattformhügel, die von einer aufwändigen Steinverkleidung umgeben sind, deren Funktion es war, sorgfältig gesiebte und geschichtete Böden zu stützen. Sowohl im Fall von Pumapunku als auch Akapana wurde mithilfe eines makellos gefertigten labyrinthischen Systems aus Sandstein-Drainagekanälen Regenwasser, welches in einem „versunkenen Hof“ in der obersten Plattform aufgefangen wurde, ins Innere der Struktur geleitet. Im Inneren der Struktur wurde das Wasser von der obersten Plattform zu den niedrigeren Plattformen und schließlich zur Basisplattform geleitet. Die Konstrukteure installierten bei Pumapunku schräg ausgerichtete Kanäle, die aus makellos miteinander verbundenen Sandsteinquadern bestehen. Die Kanäle, welche mit einem Querschnitt von 42 cm Breite und 69,5 cm Höhe enorme Kapazität gehabt haben, wurden mittels Krampen aus einer Dreifachlegierung (Kupfer-Arsen-Nickel-Bronze-Legierung) zusammengehalten. Berechnungen der Spannkraft der Kanal-Krampen zeigen, dass sie eine Schwebfracht von etwa 4.490 kg tragen konnten. Die Kanäle wurden Puzzle-artig aus mehreren Sandsteinquadern zusammengesetzt, wobei jeder Sandsteinquader jeweils rechts und links am Rand einen Teil der Krampenfassung hatte. Dann wurde die Dreifachlegierung an Ort und Stelle in die Krampenfassung gegossen, um sie direkt in der Fassung erstarren zu lassen. Durch den Prozess der Erhärtung wurden die Sandsteinquader eng aneinandergezogen. Beim Abkühlen und Zusammenziehen entwickelten die Krampen die enorme Klemmkraft von bis zu 44 Kilonewton (dies entspricht dem Fünfzehnfachen des Gewichts eines typischen Steinquaders in den Seitenwänden des Kanals). Die Steinquader lagen dabei so eng, dass noch nicht einmal eine Rasierklinge zwischen die Blöcke passt. An der Basis der Struktur trat das Wasser schließlich aus Basalkanalauslässen aus dem Plattformhügel aus. Nach Justin Jennings und Edward Swenson sei der periodisch heftige Wasserfluss, der in den Kanälen stattfand, das damit verbundene seismische Rumpeln und das plötzliche visuelle Erscheinen der Wasserströme durch gewölbte Abflüsse für Ritualteilnehmer ein „sensorisches Drama“ gewesen.
Die Architekturhistoriker Jean-Pierre Protzen und Stella Nair zweifeln die alleinige Funktion der Entwässerung dieser Kanäle an. Man müsse sich fragen, was die Pumapunku-Kanäle möglicherweise entwässert haben könnten, da diese Kanäle mit einem Querschnitt von 42 cm Breite und 69,5 cm Höhe eine enorme Kapazität gehabt hätten. Viele der Kanäle seien überdimensioniert, wenn sie ausschließlich der Entwässerung gedient hätten.

## Rekonstruktion

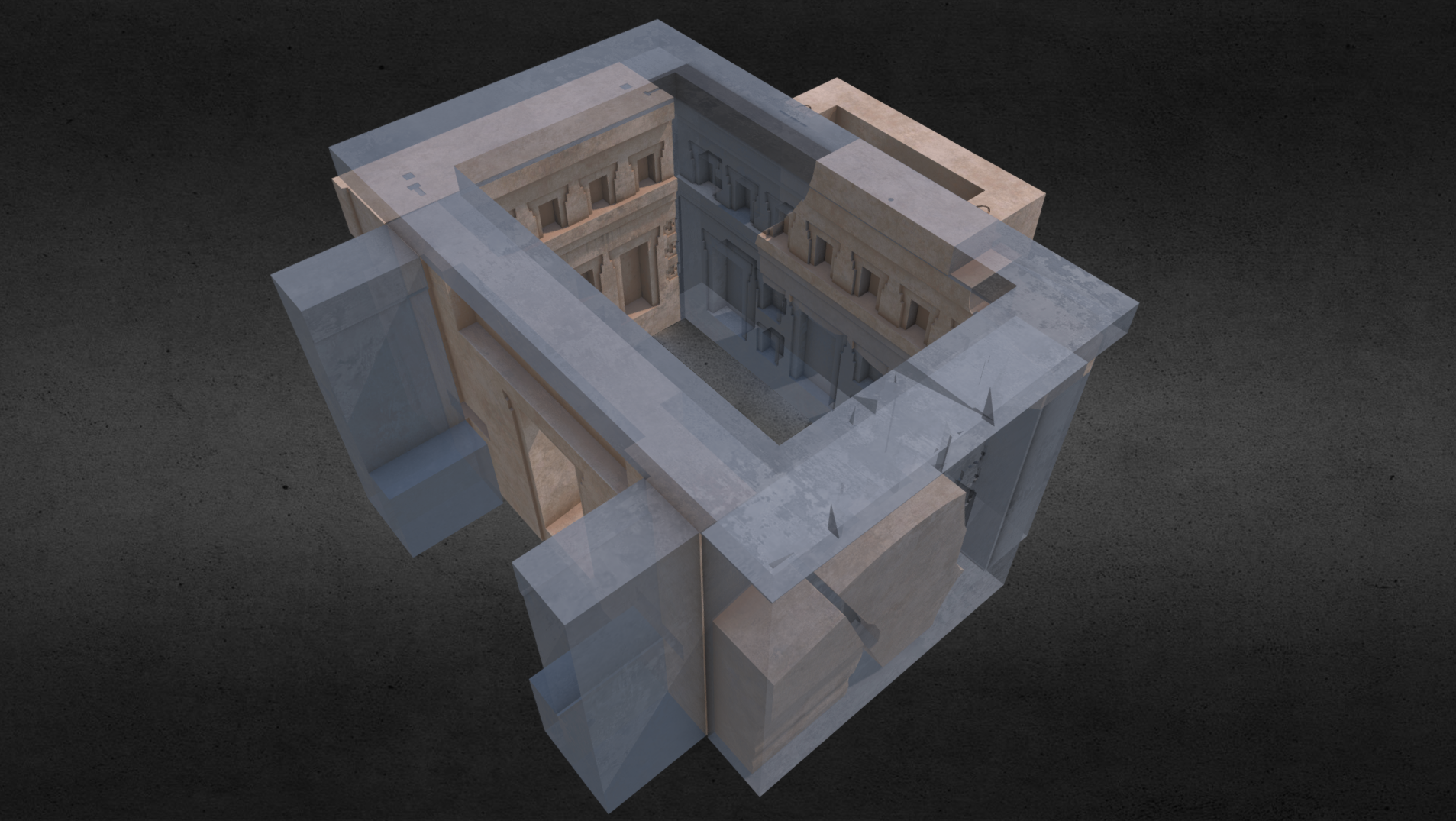
Virtuelle Rekonstruktion eines Gebäudes von Pumapunku.

Im Jahr 2018 erstellte der Archäologe Alexei Vranich ein computergestütztes virtuelles Modell von Pumapunku. Ebenfalls benutzte er 3D-Druck-Techniken, um die Megalithen maßstabsgetreu nachzubilden. Seine Forschungen ergaben, dass die unterschiedlichen Andesit-Tore, die überall in der Landschaft verstreut liegen, innerhalb eines einzelnen Gebäude-Segmentes einst so ausgerichtet wurden, dass der Eindruck entstand, man würde in die Unendlichkeit blicken. Um diesen „Spiegel-Effekt“ zu erzielen, wurden die Monumental- und Miniaturtore (die erst Puzzle-artig zusammengesetzt werden mussten), der Größe nach geordnet, nach innen kleiner werdend aufgestellt und schließlich mit der Monumentalstruktur verankert.

## Alter
Forscher haben seit der Entdeckung des Tiwanaku-Geländes versucht, das Alter von Pumapunku zu bestimmen. Wie der Andenspezialist William H. Isbell, Professor an der Universität Binghamton, beschreibt, wurde von Vranich durch Messung von organischem Material der untersten und ältesten Schicht des künstlichen Hügels, auf dem Pumapunku steht, ein Radiocarbondatum ermittelt. Diese Schichten wurden während der ersten von insgesamt drei Konstruktionsepochen aufgeschüttet. Die initiale Konstruktion von Pumapunku wird auf 536–600 n. Chr. (1510±25 uZ c14, kalibriertes Datum) datiert. Dadurch, dass das Radiocarbondatum durch das zugrundeliegende Fundament aus Andesit und Sandstein ermittelt wurde, muss die darüber liegende Konstruktion irgendwann nach 536–600 n. Chr. entstanden sein. Die Ausgrabungen von Vranich ermittelten, dass Lehm, Sand und Kies direkt auf abgeschlossenen Pleistozänsedimenten liegen. Des Weiteren zeigten diese Ausgrabungen auch das völlige Fehlen eines anderen Prä-Inka-Kulturzeugnisses innerhalb des Tiwanaku/Pumapunku-Gebiets.

## Technik und Bauweise

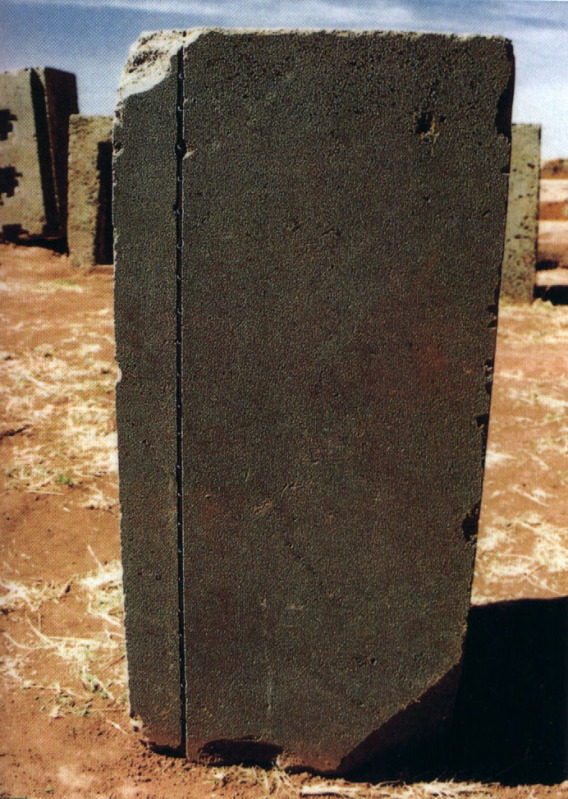
Andesitblock mit präziser Schnittlinie und Löchern/Perforationen innerhalb des Schnitts

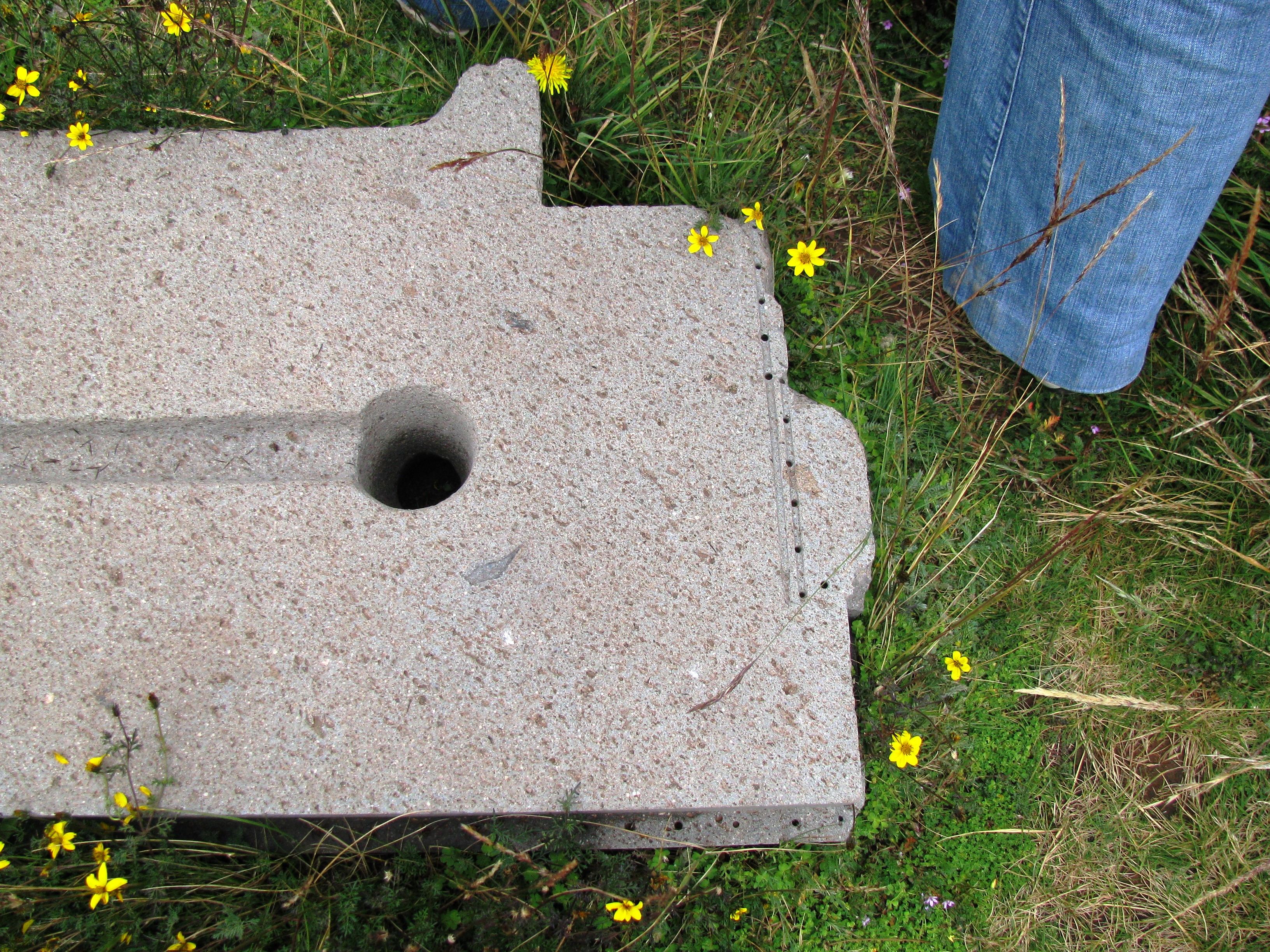
Beispiel von winzigen Löchern/Perforationen am rechten und unteren Rand

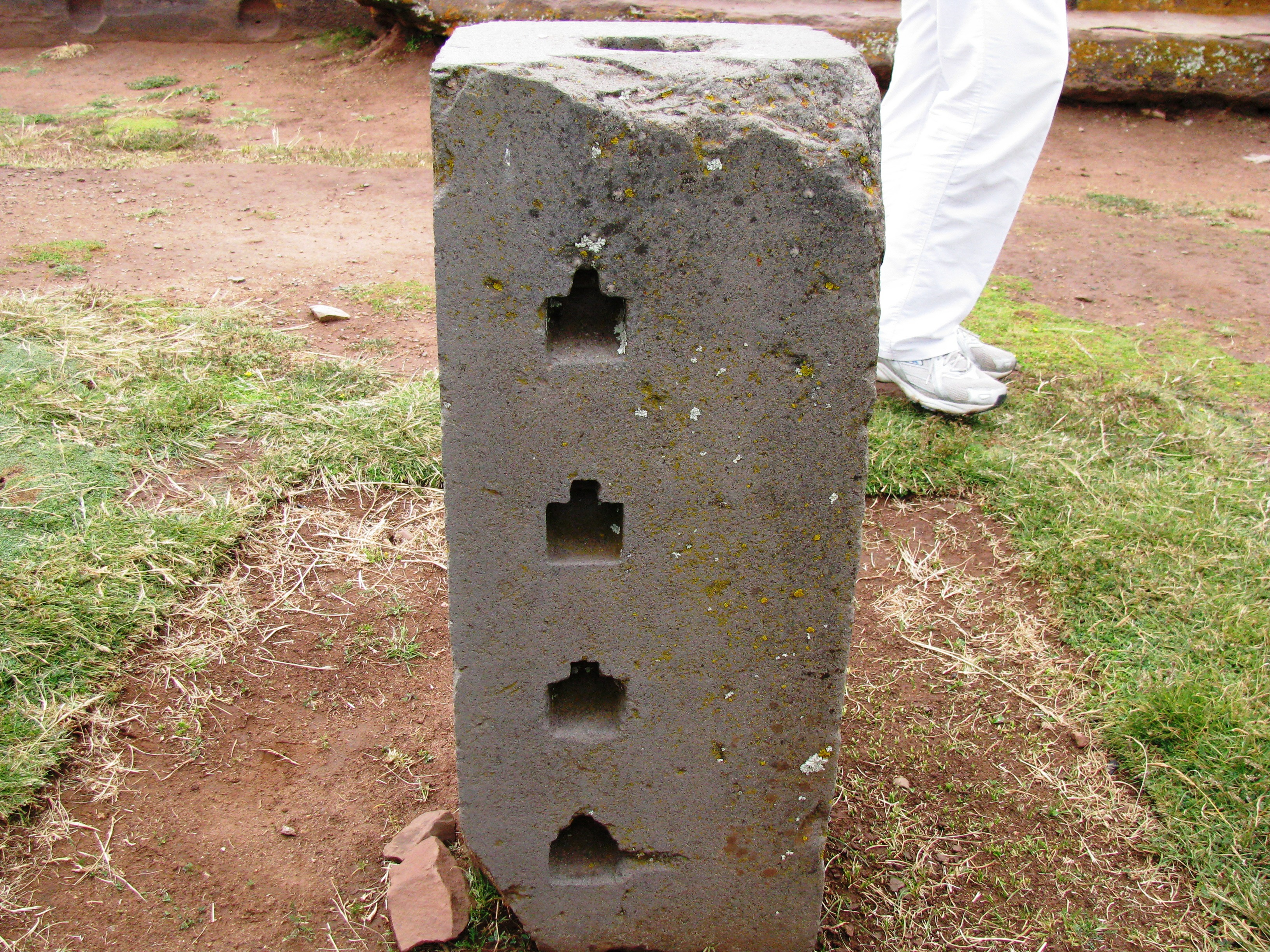
Unvollendeter (auf dem Kopf stehender) Andesitblock mit „Sacklöchern“. Bei analogen vollendeten Exemplaren beherbergt jedes Sackloch eine winzige T-Krampenfassung, was belegt, dass Blöcke dieser Art mit anderen verbunden werden sollten.

Der größte gefundene Monolith ist 7,81 Meter lang, 5,17 Meter breit, durchschnittlich 1,07 Meter tief und wiegt etwa 131 Tonnen. An den bis zu 130 t schweren Steinblöcken fallen die Krampenfassungen auf, in die Krampen aus einer Kupfer-Arsen-Nickel-Bronze-Legierung eingelegt waren, um die tonnenschweren Platten zu verklammern. Der zweitgrößte in Pumapunku gefundene Monolith ist 7,9 Meter lang, 2,5 Meter breit und ungefähr 1,86 Meter tief. Sein Gewicht wird auf 85 Tonnen geschätzt. Beide Steine sind Teil der „Plataforma Lítica“, einer Plattform aus rotem Sandstein. Aus genauen petrographischen und chemischen Analysen sowie einem Vergleich mit bekannten Steinbrüchen haben Archäologen geschlossen, dass die Materialquelle ein etwa zehn Kilometer entfernter Steinbruch in der Nähe des Titicacasees darstellt. Kleinere Andesitsteine, die als Verblender und für Steinschnitzereien eingesetzt wurden, kamen von einem 90 Kilometer entfernten, innerhalb der Copacabana-Halbinsel gelegenen Steinbruch.
Neben dem verwendeten Sandstein wurde auch Andesit als Gesteinsmaterial verwendet. An diesen Blöcken wurden genau gegenüberliegende Aussparungen entdeckt, wodurch sich die Blöcke exakt verketten ließen. Diese Anwendung der Baukastentechnik lässt darauf schließen, dass die tonnenschweren Steinblöcke systematisch vorgefertigt worden waren. Viele der Blöcke sind perfekt angefertigte Repliken voneinander, einschließlich der linken und rechten Version derselben Form. Somit waren Wiederholung und Symmetrie Teil des Entwurfs. Außerdem bestimmten die Konstrukteure die Dimensionen und Proportionen der allgegenwärtigen Nischen und des Sonnentors durch ein mathematisches Verhältnis.
Bei der Erstellung der Gebäude von Pumapunku wurde jeder Stein so präzise gefertigt, dass er exakt und ohne Spalten zum Nachbarstein passt. Die Blöcke passen zusammen wie bei einem Puzzle und bilden gewichtstragende Stützen. Das Mauerwerk zeichnet sich durch ebene Flächen, geometrische Formen, präzise Kanten und innere rechte Winkel aus. Oft besteht die Annahme, dass zur Konstruktion von Pumapunku kein Mörtel verwendet wurde, jedoch identifizierten die Architekten Jean-Pierre Protzen und Stella Nair eine dünne Schicht (1 bis 1,5 Millimeter dick) aus weißlichem Material, die einige der Steine auf der ersten und zweiten Ebene der Südseite von Pumapunku bedeckte, als wahrscheinliche Mörtelschicht. Die Präzision, mit der die Winkel angewendet wurden, um fließende Verbindungen zu erreichen, ist ein Indiz für ein hochentwickeltes Wissen über Steinbearbeitung und Geometrie. Viele dieser Verbindungen sind so präzise, dass noch nicht einmal eine Rasierklinge zwischen die Steine passt. Viele Mauern aus akkurat geschnittenen, rechteckigen Blöcken sind von einer derartigen Gleichförmigkeit, dass man sie beliebig austauschen könnte und dennoch bliebe das Oberflächenniveau und sogar die Fuge erhalten. Obwohl die Blöcke alle unterschiedliche Maße haben, liegen sie dennoch eng aneinander.

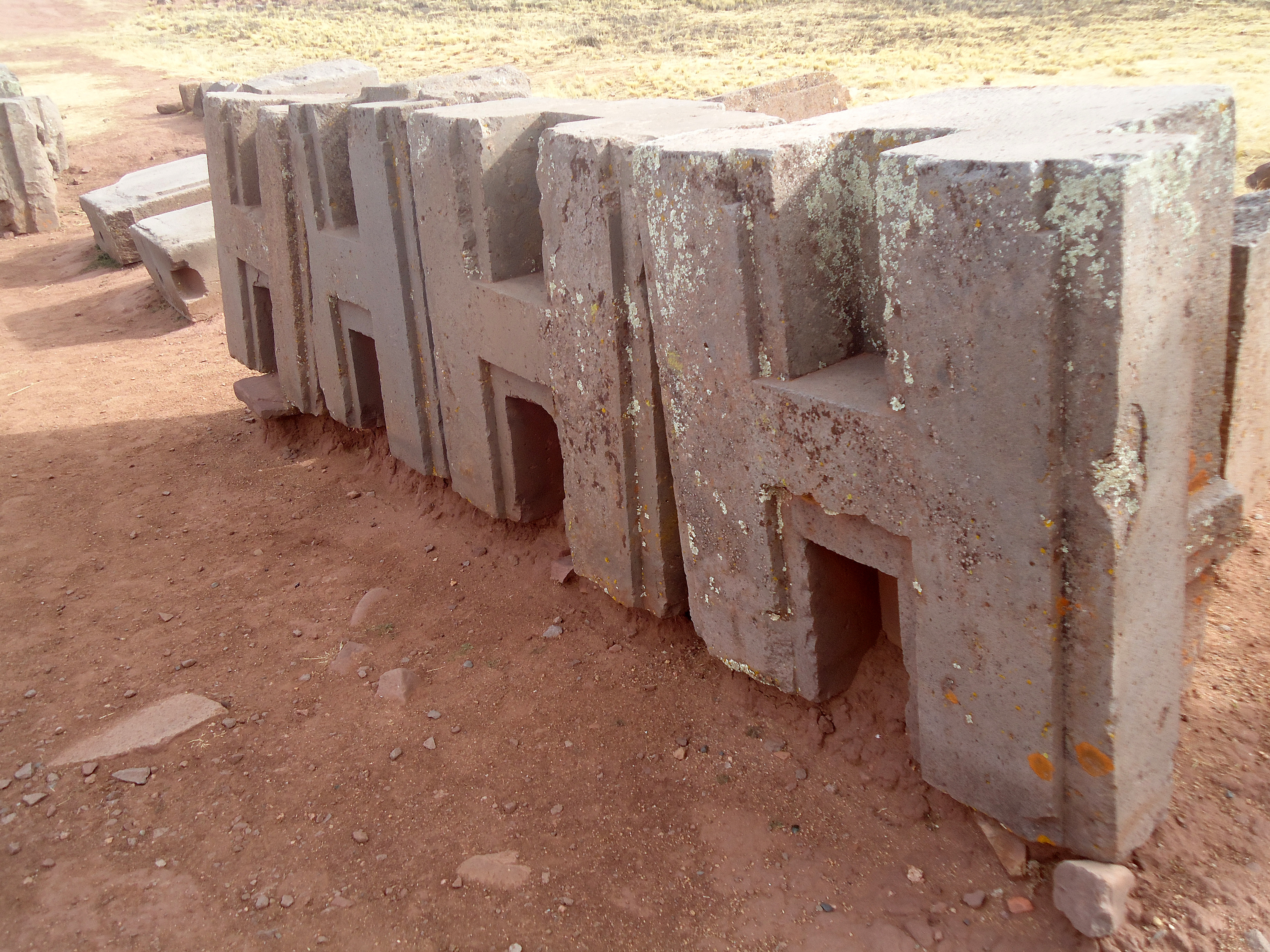
Einige der sogenannten „H-Blöcke“, die exakt 1 m hoch sind

Im nahezu isodomen Mauerwerk von Tiwanaku konnte ein Stein gegen einen anderen ausgetauscht werden. Dies legt nicht nur eine Vorfertigung, sondern auch eine Massenproduktion der Steinquader nahe. Archäologen vermuten, dass der Transport der Blöcke von einer großen Gruppe von Arbeitern bewältigt wurde. Dazu sind eine Vielzahl von Hypothesen entworfen worden, wie diese Arbeiter die Steine transportiert haben. Dennoch bleiben diese Hypothesen spekulativ. Zwei der ernstzunehmenden Hypothesen schlagen die Verwendung von Seilen und Rampen vor.

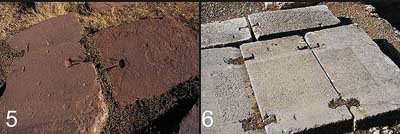
Demonstration der Technik des Zusammenfügens von Steinblöcken

Ein weiteres bemerkenswertes Detail sind I-förmige Krampen, die aus einer einzigartigen Kupfer-Arsen-Nickel-Bronze-Legierung bestehen. Diese Krampen wurden auch bei einem Kanal verwendet, der am Boden des benachbarten Akapana-Komplexes gefunden wurde. Sie wurden dazu verwendet, um die Blöcke zu verbinden, die die Wände und den Boden der mit Stein gesäumten Kanäle umfassten, die die tiefer liegenden Höfe entwässerten. Des Weiteren wurden I-Krampen unbekannter Legierung verwendet, um die massiven Platten zusammenzuhalten, die die vier großen Plattformen von Pumapunku bildeten. Außerdem wurden im südlichen Kanal I-förmige Krampen direkt an Ort und Stelle in die Krampenfassung gegossen. Im Gegensatz dazu wurden die Krampen, die am Akapana-Kanal verwendet wurden, durch Kalthämmern von Kupfer-Arsen-Nickel-Bronze-Blöcken erzeugt. Die einzigartige Kupfer-Arsen-Nickel-Bronze-Legierung findet sich auch in weiteren Metallartefakten, die in der Region zwischen Tiwanaku und San Pedro de Atacama gefunden und während der späten Mittelklassik um 600–900 n. Chr. hergestellt wurden.
Die errichteten Bauten waren, wie viele andere präinkaische Bauten, vollkommen erdbebenresistent. Einige vermuten, die Technik, Steinblöcke mittels Bronzeklammern zusammenzufügen, sei von den Inka kopiert und dann in Ollantaytambo angewendet worden. Eine andere These besagt, dass auch der ältere Monumentalkern von Ollantaytambo ein Werk der Tiwanaku-Kultur ist (siehe Ollantaytambo#Mögliche ursprüngliche Errichtung durch Tiwanakaner).
Heinrich Ubbelohde-Doering bemerkte Ähnlichkeiten zwischen Ollantaytambos Sonnentempel und Pumapunku.

## Unterschiede zur Inka-Architektur
Nach den Architekten Jean-Pierre Protzen und Stella Nair zeichnet sich das Mauerwerk von Pumapunku durch seine Präzision aus. Es würden perfekt rechteckige, prismatische Blöcke in gleichmäßigen Höhen vorliegen. Diese Bauweise sei im Inka-Mauerwerk unbekannt und verhalte sich nahezu entgegengesetzt zu dieser. Die Mauerwerke der Inka und Tiwanaku seien „einige der präzisesten und schönsten Mauerwerke, die jemals hergestellt wurden“. Es würden bemerkenswerte Unterschiede sowohl in der Technik als auch im Stil vorliegen. Die Inkas würden mit endlosen Variationen in den Mustern arbeiten und meist unregelmäßig geformte Steine verwenden, wohingegen die Tiwanaku im scharfen Kontrast dazu streng symmetrische Anordnungen standardisierter geometrischer Muster und Elemente der Planarität und Orthogonalität bei ihren Bausteinen verwenden würden.

## Werkzeuge
Nach Jean-Pierre Protzen und Stella Nair gibt es Hinweise auf die gelegentliche Verwendung einer Art Sägen oder Feilen sowie Schleifmaschinen. Die Oberflächenbearbeitung der Steinquader der Inka sei nicht so perfekt wie jene der Tiwanakaner. Insgesamt stellen Protzen und Nair fest, dass die Tiwanakaner bei den glatten Oberflächen, perfekt ebenen Flächen und exakten rechten Innen- und Außenwinkel an den fein zugerichteten Steinen auf Techniken zurückgriffen, die den Inka und der zeitgenössischen Archäologie noch unbekannt waren. Die scharfen und präzisen Innenwinkel von 90° seien höchstwahrscheinlich nicht mit Schlagsteinen angefertigt worden, da die scharfen rechten Innenwinkel des Tiwanaku-Mauerwerk auch mit feinsten Schlagsteinspitzen nicht zu realisieren seien. Die Bauwerkzeuge der Tiwanakaner bleiben daher im Wesentlichen unbekannt und müssen noch entdeckt werden. Laut der Kunsthistorikerin Jessica Joyce Christie deuteten die Experimente von Protzen darauf hin, dass die Tiwanaku-Baumeister möglicherweise über zusätzliche Werkzeuge verfügten, die die Erstellung exakter geometrischer Schnitte und Formen ermöglichten und über die die Archäologie derzeit keine Aufzeichnungen hat.

## Monolithblöcke
Viele der Steine, die in Pumapunku und anderen Teilen des Geländes verstreut sind, weisen in Gestaltung und Abmessungen eine auffallende Ähnlichkeit auf. Alfons Stübel und Max Uhle spekulierten, dass die Tiwanaku einen Bausatz von Standardbausteinen hatten, aus denen sie die Strukturen in Pumapunku zusammensetzten. Nachuntersuchungen von Jean-Pierre Protzen und Stella E. Nair bestätigten, dass viele Steine perfekte Repliken voneinander sind. Es existieren auch Bausteine, die anscheinend identisch in der Gestaltung sind, aber signifikante Maßabweichungen aufweisen und somit nicht gegeneinander ausgetauscht werden konnten. Die starken Ähnlichkeiten legen nahe, dass die Architektur durch sich wiederholende Merkmale geprägt war und dass bestimmte Gestaltungsprinzipien vorherrschten. Es wurden etwa fünfzehn Steinsorten mit etwa zwanzig Variationen identifiziert. Insgesamt bestand der Hauptgebäudekomplex aus mehr als 150 separaten Andesitblöcken.
Nach einer Rasterelektronenmikroskop- und petrografischen Studie von Joseph Davidovits et al. weisen die bei Pumapunku gefundenen Andesit-Blöcke organisches Material auf. Die Existenz amorpher organischer Stoffe in festem Vulkanstein sei eigentlich unmöglich. Die Studie lege nahe, dass zur Konstruktion der „H-Blöcke“ und anderer Blöcke ein künstlicher Andesit-Geopolymer-Beton verwendet wurde. Um diesen herzustellen, hätten die Bauherren möglicherweise nicht-konsolidierten vulkanischen Tuff transportieren und ein organo-mineralisches Geopolymer-Bindemittel aus lokaler Biomasse hinzufügen müssen. Die Untersuchungen legen nahe, dass die Andesitblöcke künstlich hergestellte Keramik darstellen und Pumapunku somit eine geopolymere Fundstätte sei. Zudem ergaben die Untersuchungen, dass die Megalithplatten mit einem Gewicht zwischen 130 und 180 Tonnen vor 1400 Jahren gegossen wurden. Davidovits vertrat schon einige Jahre zuvor die Ansicht, die Pyramiden von Gizeh seien auf ähnliche Art konstruiert worden. Seine These stieß damals bei dem Materialwissenschaftler Michel Barsoum auf Zustimmung, während der Ägyptologe Zahi Hawass sie strikt ablehnte.

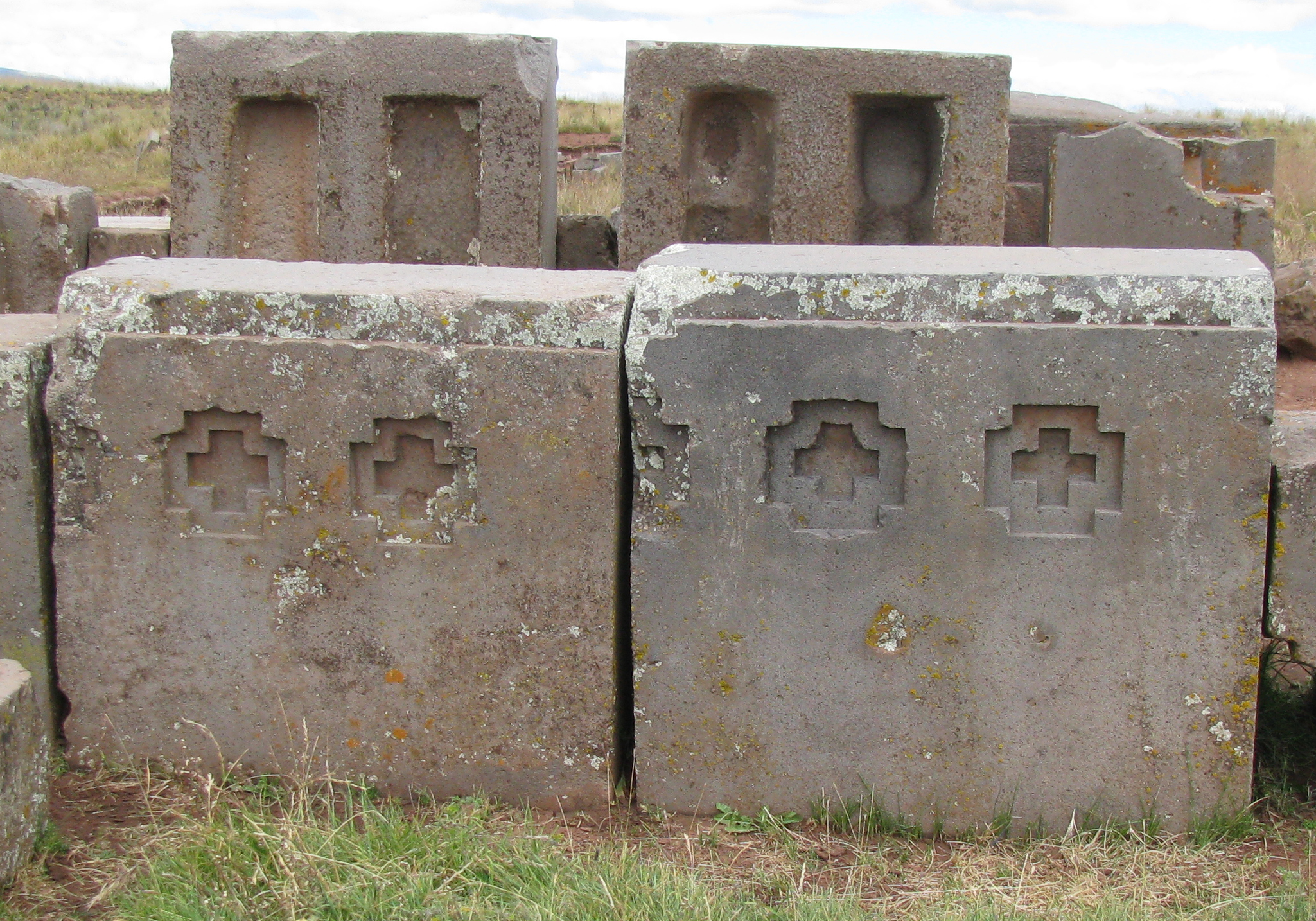
Beispiel für Steinblocktechnik
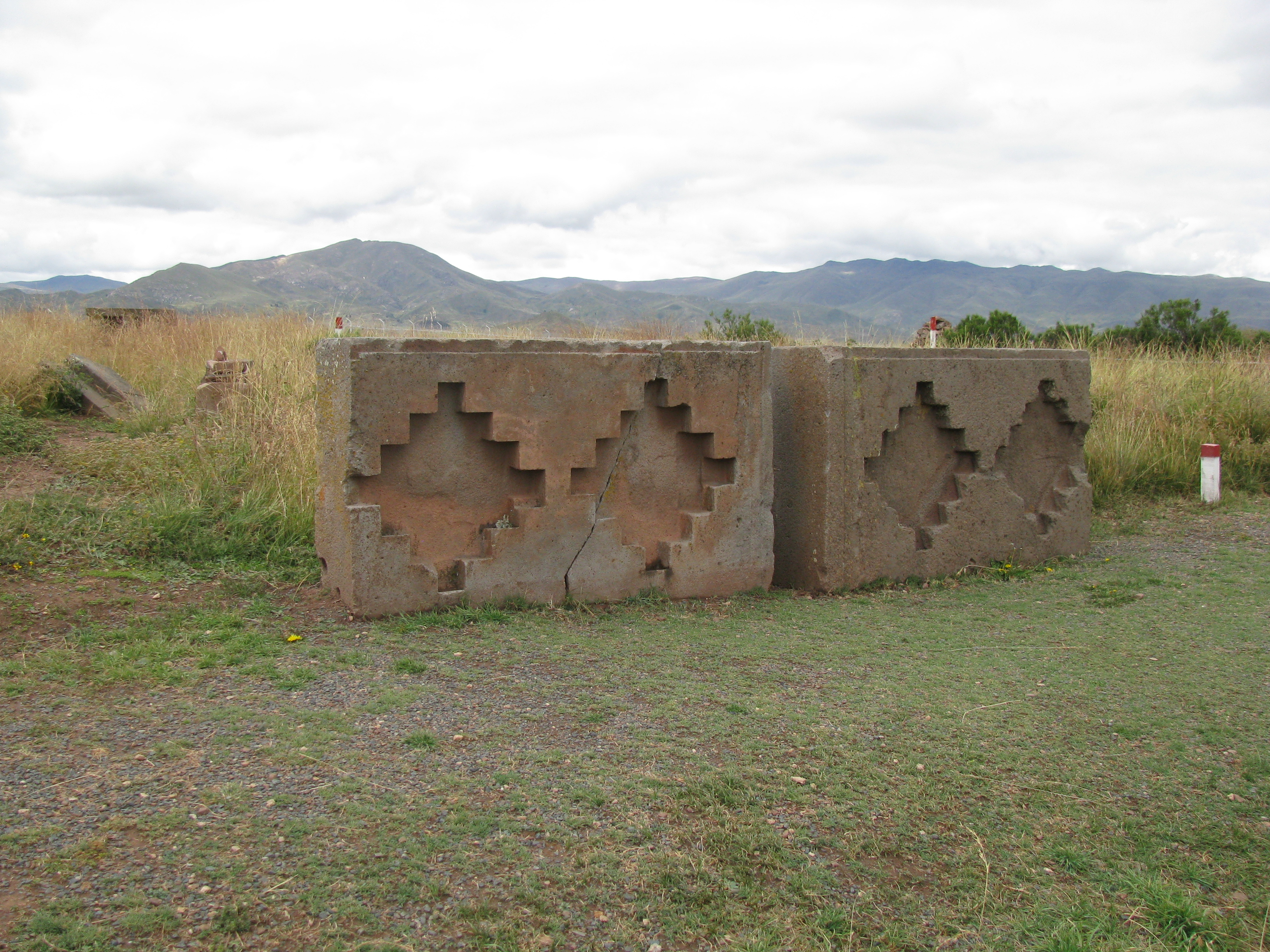
Monolithe mit Andenkreuzen im Pumapunku-Stil
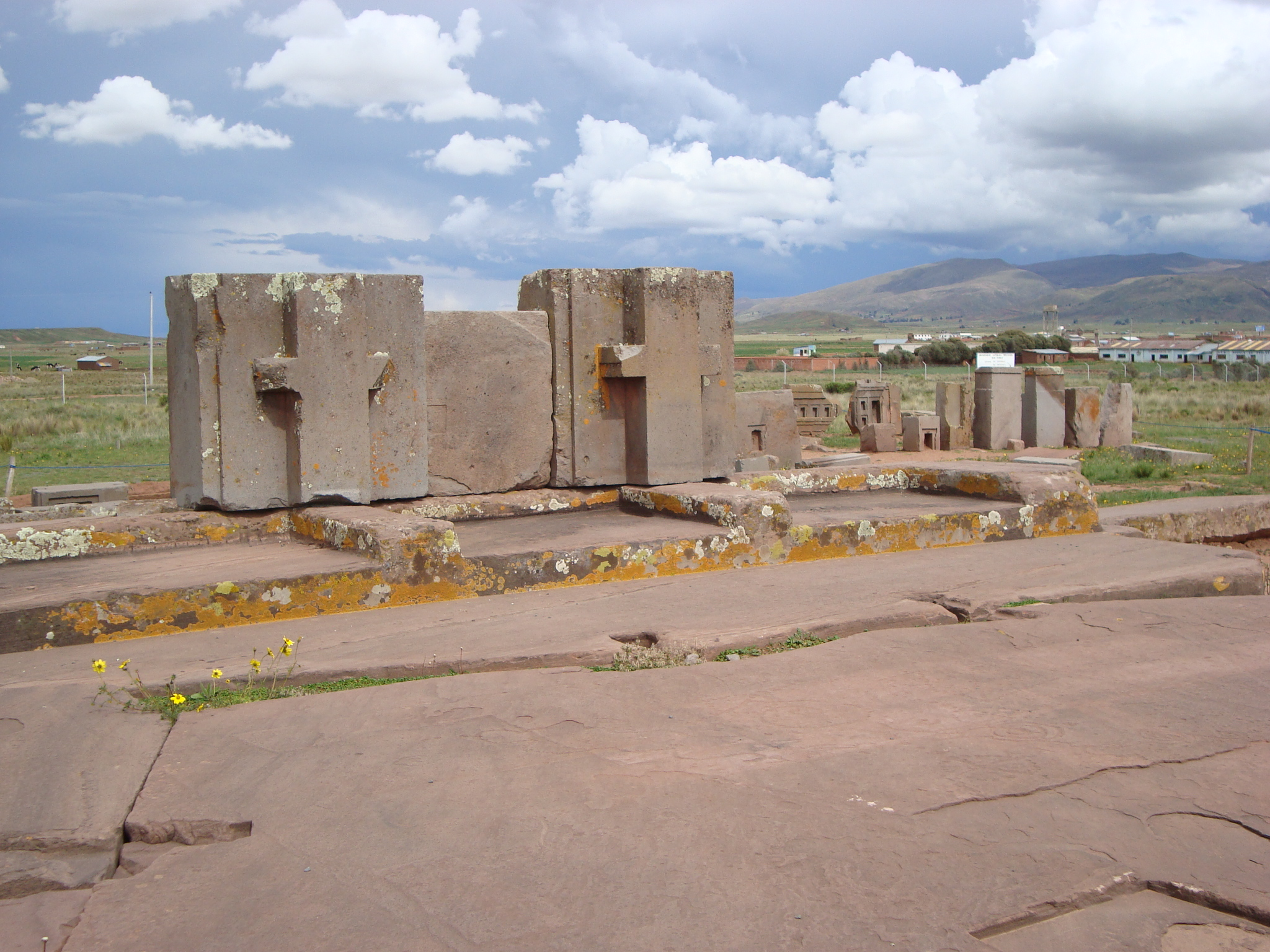
Eine der vier Fundamentplatten
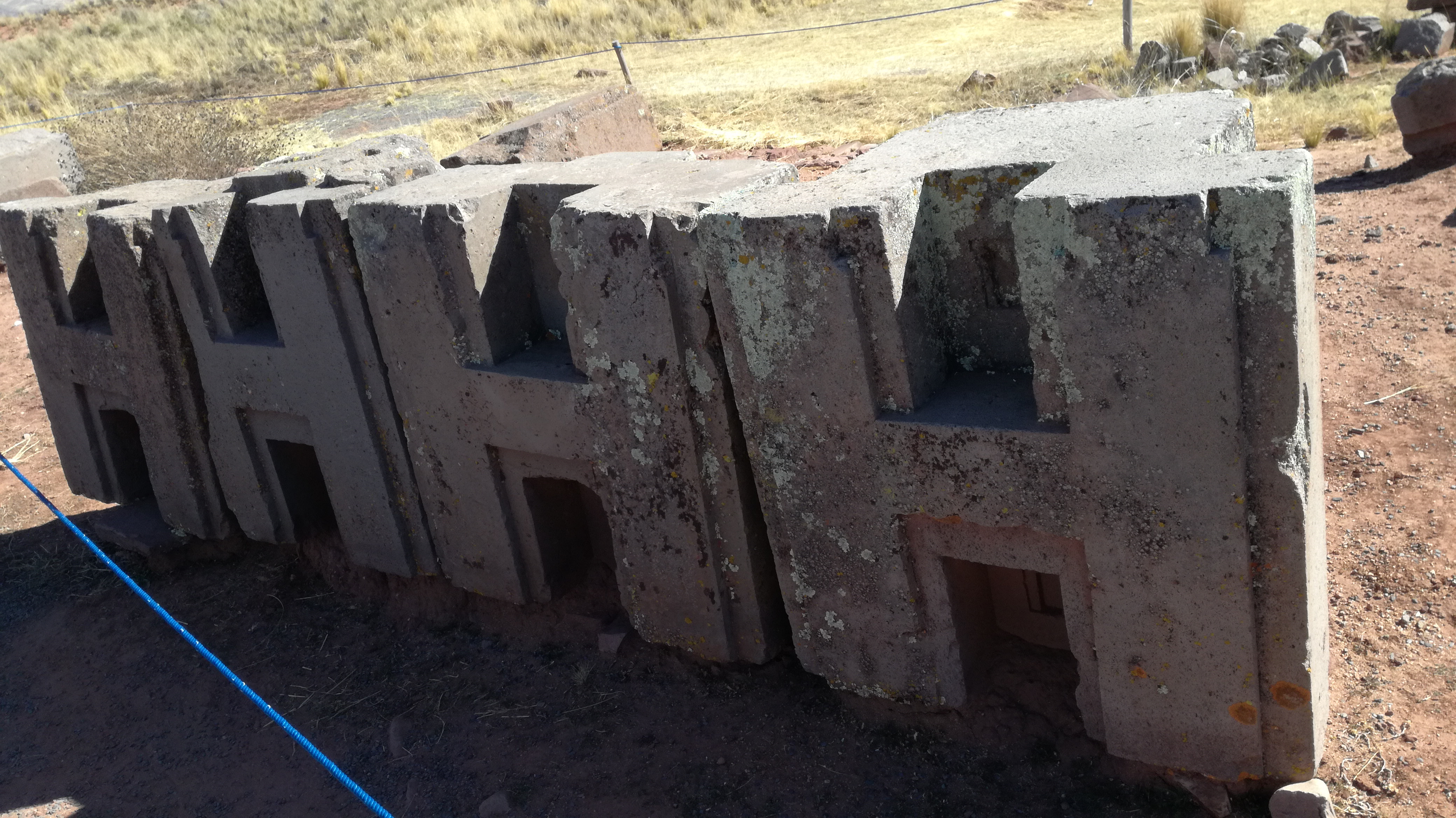
Einige der sogenannten „H-Blöcke“

## Besonderheiten
Die Architekten Jean-Pierre Protzen und Stella Nair sehen die bemerkenswerteste Steinschnitzerei Tiwanakus in den sogenannten „Pfeilsteinen“. Die Scheitelpunkte an der Basis des Pfeil-Motivs ragen in den Stein und unter das Oberflächendesign hinein, wobei vier Ebenen perfekt planar sind, von denen sich drei paarweise im rechten Winkel treffen und schließlich die vierte in einem Punkt verbinden.
Oft wurden die Motive nicht aus einem einzigen Block geschnitzt, sondern puzzleartig aus zwei oder mehr Blöcken zusammengesetzt. Die Motive, die Feinheiten der Schnitzereien und Oberflächen, die puzzleartige Motivanordnung, die Standardisierung von Bausteinen und die Konfigurationen der Nischen und Türen seien einzigartig. Dabei sei eine standardisierte Methode zum Vergleichen von Abständen mit der Genauigkeit eines Millimeters verwendet worden. Nach Kenntnis der Autoren sind sowohl der Tiwanaku-Hebegriff als auch die Technik der „versteckten“ Krampenfassungen, die in eine oder sogar zwei Richtungen ausgerichtet sind, weltweit einzigartig.
Nach dem Archäologen Alexei Vranich zeigen die wenigen Beispiele von intaktem Mauerwerk, dass die Tiwanakaner die einzigartige Fähigkeit hatten, Steine perfekt horizontal zu vermauern. Die Tatsache, dass die Andesitblöcke zunächst vollständig zugerichtet und dann fertiggestellt wurden, bevor sie mithilfe des aufwändig durch den Andesit geschnittenen „Tiwanaku-Hebegriffs“ angebracht wurden, sei einzigartig und ermögliche die Konstruktion eines perfekten rechten Winkels zwischen Block und Boden. Aufwändige dekorative Friese überspannten mehrere Quader. Anders als in anderen Teilen der Welt, in denen diese feineren Details nach dem Zusammenbau der Blöcke geschnitzt wurden, vervollständigten die Tiwanaku-Maurer jeden Quader einschließlich des geschnitzten Frieses, bevor sie die Struktur zusammenbauten. Diese einzigartige Konstruktionsart bedeute, dass selbst wenn die Struktur nie tatsächlich zusammengebaut wurde, eine virtuelle Anastylose, die auf der Wiederverbindung des Frieses und anderer dekorierter Elemente beruhte, tatsächlich möglich gewesen sei.

## Architektur

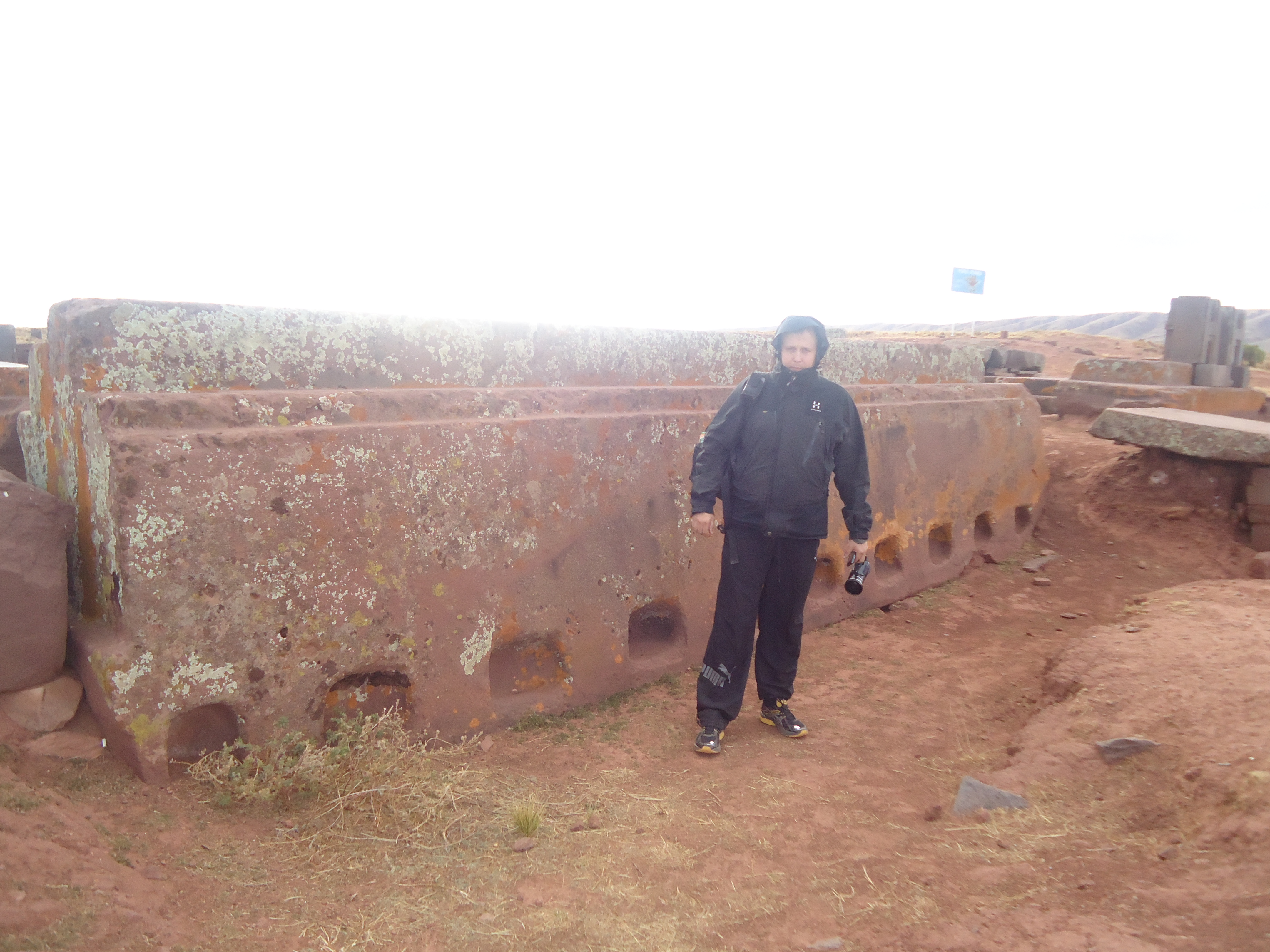
Demonstration der Dicke einer der Fundamentplatten.

Pumapunku ist ein terrassierter Platformhügel, dessen drei Ebenen durch steinerne Stützmauern gesichert sind. Der Grundriss des Plattformhügels ist T-förmig. Um das Gewicht der massiven Strukturen zu sichern, waren die Tiwanaku-Architekten besonders sorgfältig bei den Fundamenten. Oft fügten sie Steine ein, die direkt passend zum Steinuntergrund waren, oder sie errichteten präzise Gräben, die sie mit sorgfältig geschichteten Sedimentsteinen füllten, um große Steinblöcke abzustützen – eine Technik, die heute noch angewendet wird. Durch abwechselndes Schichten von Sand im Inneren und Verbundwerkstoffen von außen wurden die Füllungen an den Verbindungsstellen überlappend gestaltet. Im Wesentlichen wurden dabei die Kontaktpunkte abgestuft, um eine stabile Basis zu schaffen.

## Tore von Pumapunku
Aufgrund der Beschaffenheit des berühmten Sonnentores von Tiwanaku wird vermutet, dass es heute deplatziert ist und ursprünglich ein Bestandteil von Pumapunku war. Bei Pumapunku findet man Fragmente von Toren, die an das Sonnentor von Tiwanaku erinnern. Alfons Stübel und Max Uhle identifizierten Fragmente, die gesichert zu drei, möglicherweise zu vier Toren gehörten. Sie wunderten sich auch über die große Anzahl an Toren im Verhältnis zur Knappheit der in Tiwanaku gefundenen Gebäude.
Die Tore bei Pumapunku haben eine Reihe von Merkmalen mit dem Sonnentor von Tiwanaku gemeinsamen. So wurden sie einschließlich Schwelle aus einem einzigen Steinblock gemeißelt, d. h. sie sind monolithisch; die Tore sind auf einer Seite glatt und auf der anderen durch ein Stufenformteil in mehrere Felder unterteilt; die Laibungen der Pfosten und des Türkopfes sind abgeschrägt und öffnen sich zu einer Seite, so dass die Türöffnung auf einer Seite größer ist als auf der anderen. Auf der glatten oder vorderen Seite werden die Türen von zwei rechteckigen Aussparungen flankiert, eine an jeder Seite der Tür. Nach Protzen et al. ist das große Fries auf dem Sonnentor zwar kennzeichnend für dieses Tor, die anderen Tore hätten allerdings Platz für ein analoges Fries gehabt.
Nach Untersuchungen von Stella Nair und Jean-Pierre Protzen stammen die von ihnen untersuchten Steinblöcke allesamt aus einem sehr ähnlichen Kontext. Die Tore (das Sonnentor, das Akapana-Tor und die Tore I, II und III) und die Blöcke weisen gemeinsame Dimensionen, Designs und Details sowie die gleiche überragende Handwerkskunst glatter ebener Flächen, scharfer gradliniger Ecken und perfekter rechter Winkel auf. Weil die meisten dieser Steinblöcke und Tore mit diesen Eigenschaften bei Pumapunku gefunden wurden, fassen Nair und Protzen sie unter einem Stil zusammen, den sie als „Pumapunku-Stil“ bezeichnen.
Es existieren zudem monolithische Miniaturtore, die perfekte Miniatur-Repliken der Tore in voller Größe zu sein scheinen. Nach Protzen hätten die Baumeister, um die Tore auf Miniaturgröße zu reduzieren, eine bestimmte Transformationsformel angewandt.

## Kulturelle und religiöse Bedeutung
Nach dem heutigen Stand der Forschung wird vermutet, dass der Pumapunku-Komplex sowie die umliegenden Konstruktionen, der Akapana-Komplex, Kalasasaya, Putuni und Kerikala als geistige und rituelle Zentren für die Tiwanaku-Region genutzt wurden. Dieser Bereich könnte als das Zentrum der Andenwelt angesehen worden sein und Pilger von weit weg angezogen haben. Vielleicht wurde die spirituelle Bedeutung auch durch den Einsatz halluzinogener Pflanzen zu einer „lebensverändernden Erfahrung“ verstärkt. Die Bedeutung dieser Substanzen für die Tiwanakaner zeigen zudem auch Untersuchungen von Haarproben, die Mumien der nordchilenischen Tiwanaku-Kultur, darunter auch Säuglinge, entnommen wurden. Dabei wurden Reste psychoaktiver Substanzen gefunden.
Wie es für die Zivilisationen um diese Zeit charakteristisch war, waren Menschenopfer Teil der Tiwanaku-Kultur. Es ist möglich, dass wie im Falle von Akapana einst Chachapumas die Treppen von Pumapunku flankierten. Chachapumas wurden in der Regel auf Andesit-Sockeln auf beiden Seiten des Eingangs platziert. Diese Skulpturen zeigen furchteinflößende Züge von Raubtieren, sie kauern oder knien, während sie in der einen Hand einen menschlichen Kopf und in der anderen eine Axt umklammern. Manche Autoren halten es für möglich, dass die Chachapumas beim Betreten der Monumentalstrukturen wie Pumapunku ein Menschenopfer „forderten“.

## Atlantis- und Ufo-Enthusiasten
Pumapunku ist global bekannt für seine Monumentalstrukturen und Dreh- und Angelpunkt von Büchern und Fernsehsendungen der „alternativen Archäologie“; insbesondere solche über Außerirdische, die einst die Erde besucht haben sollen. Atlantis- und Ufo-Enthusiasten verweisen auf die präzise zugerichteten Steinquader in der Hochebene des Altiplano, die ihrer Ansicht nach Mysterien darstellen. Bei Pumapunku handelt es sich um ein Herzstück der Präastronautik. Laut dem Vertreter der Prä-Astronautik Erich von Däniken, der für seine umstrittenen Thesen bekannt ist, stellt Pumapunku ein Überbleibsel außerirdischen Lebens auf der Erde dar.
Der Archäologe Alexei Vranich entgegnet den Präastronautikern, dass nun in Bezug auf den Monumentalkomplex von Pumapunku gut bestätigte Analoga vorlägen (einige Monumentalstrukturen in Chiripa und Pukara) und es somit möglich sei, mit diesem soliden Beweisstück die leicht irritierenden, anhaltenden Behauptungen von Ancient-Aliens-Enthusiasten zumindest in einem kleinen Punkt zu widerlegen. Letztere sähen Pumapunku als bestes Beispiel für außerirdische Technologie an, teilweise basierend auf der Vorstellung, dass es in seiner Form und Gestaltung keine lokalen Vorläufer habe. Laut Vranich existieren Tausende von Websites und Referenzen über Pumapunku, die sich jedoch hauptsächlich auf pseudowissenschaftliche Theorien über verlorene Kontinente und außerirdische Interventionen beziehen.
Nach dem Archäologen Franco D. Rossi befinden sich die von Ancient Aliens thematisierten Bauwerke fast ausschließlich in Gebieten, die von historisch entrechteten Menschen besiedelt wurden. Erich von Dänikens Aussage, die Aymara seien „Steinzeitmenschen“ und somit nicht in der Lage gewesen, Pumapunku zu errichten, sei repräsentativ für den Standpunkt von Ancient Aliens zu den Errungenschaften indigener Völker im Allgemeinen.
Laut Alexei Vranich haben Generationen von Amateur- und Pseudoarchäologen die scheinbare geometrische Perfektion der Tiwanaku-Architektur als Beleg für eine fortschrittliche Super- oder sogar außerirdische Zivilisation angeführt, ohne dabei die Ureinwohner des Titicacasee-Beckens als Erbauer auch nur in Erwägung zu ziehen.

## Galerie

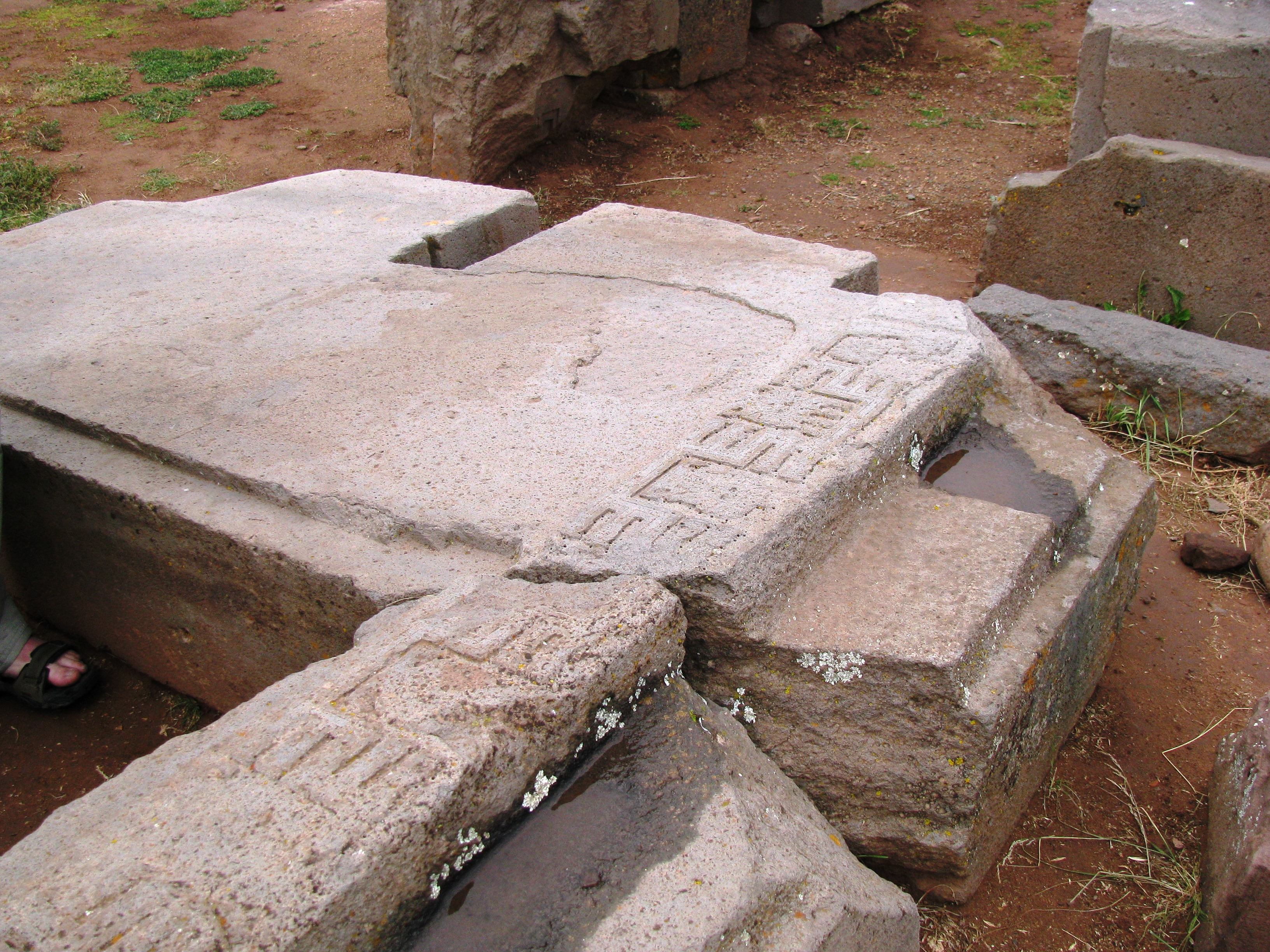
Eines der Tore von Pumapunku mit einem „Wellenband“, das dem des Sonnentores nahezu gleicht
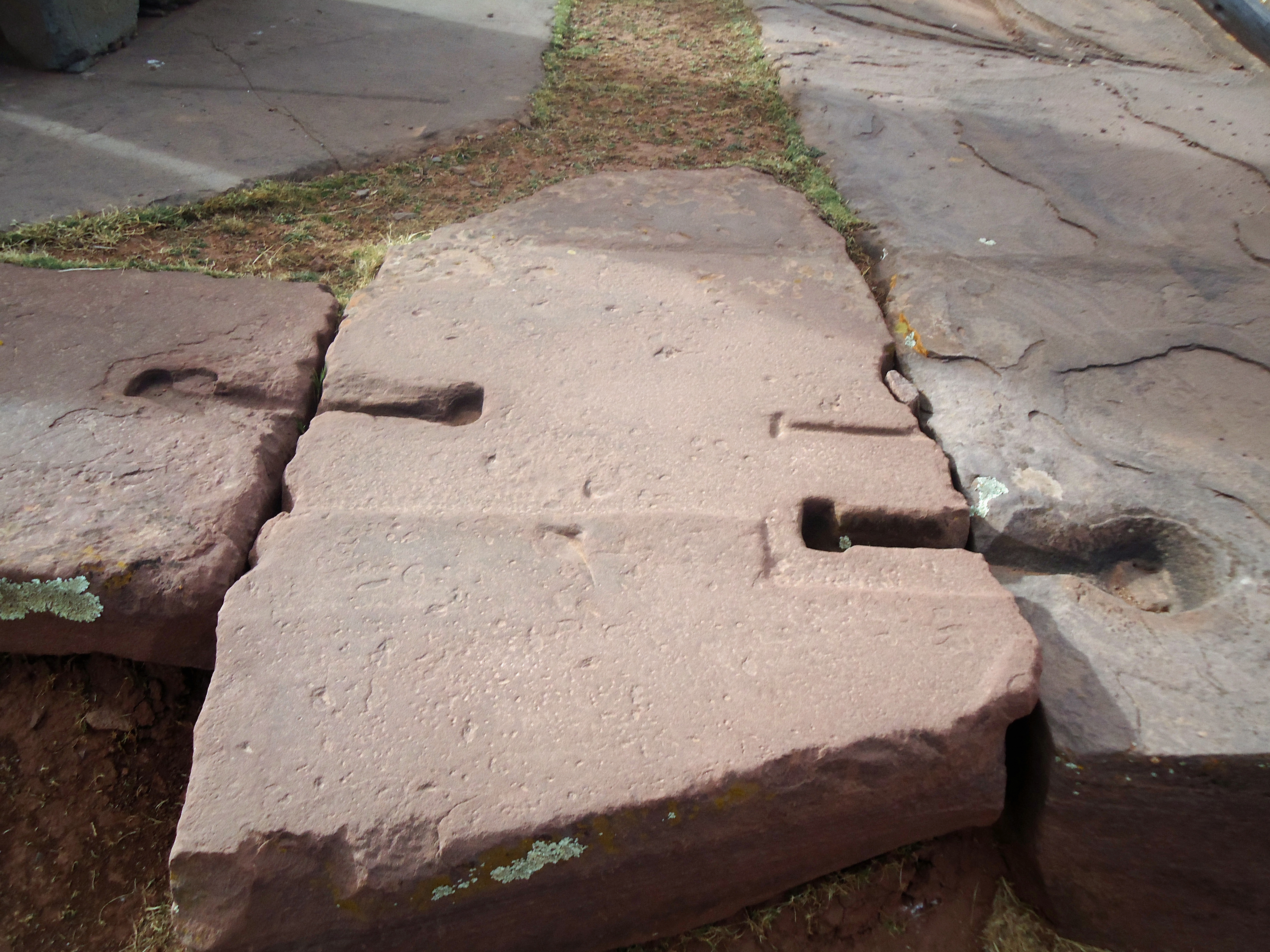
Demonstration der Technik des Zusammenfügens von Steinblöcken (rechts falsche Rekonstruktion)
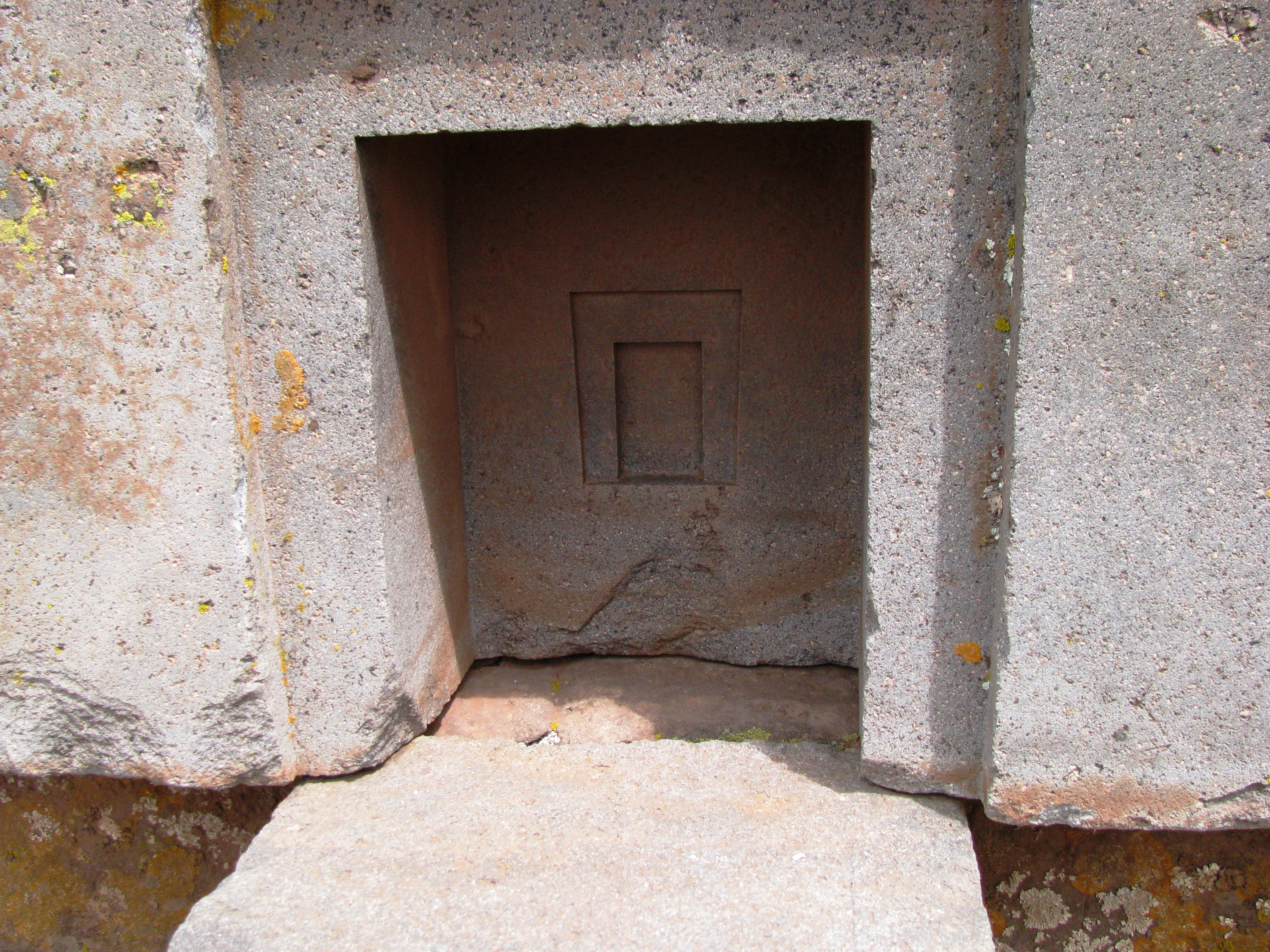
Geometrische Struktur im Inneren eines „H-Blocks“
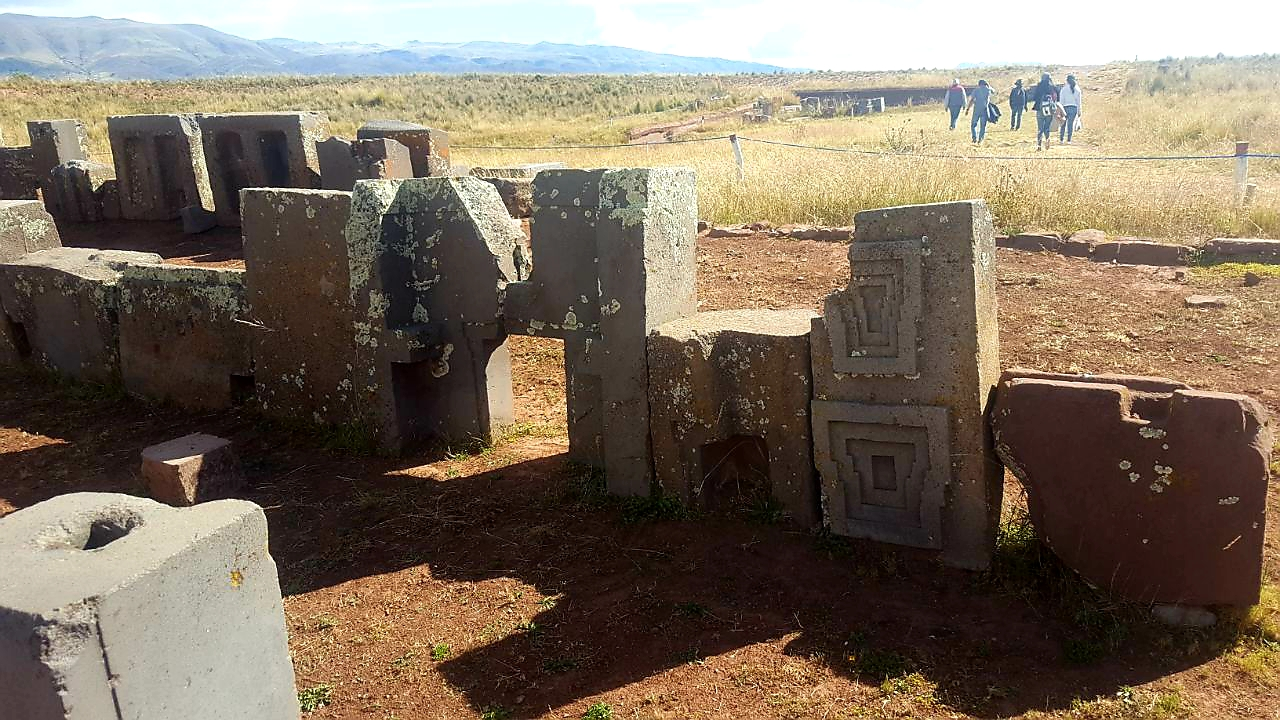
Ornamentsteine bei Pumapunku
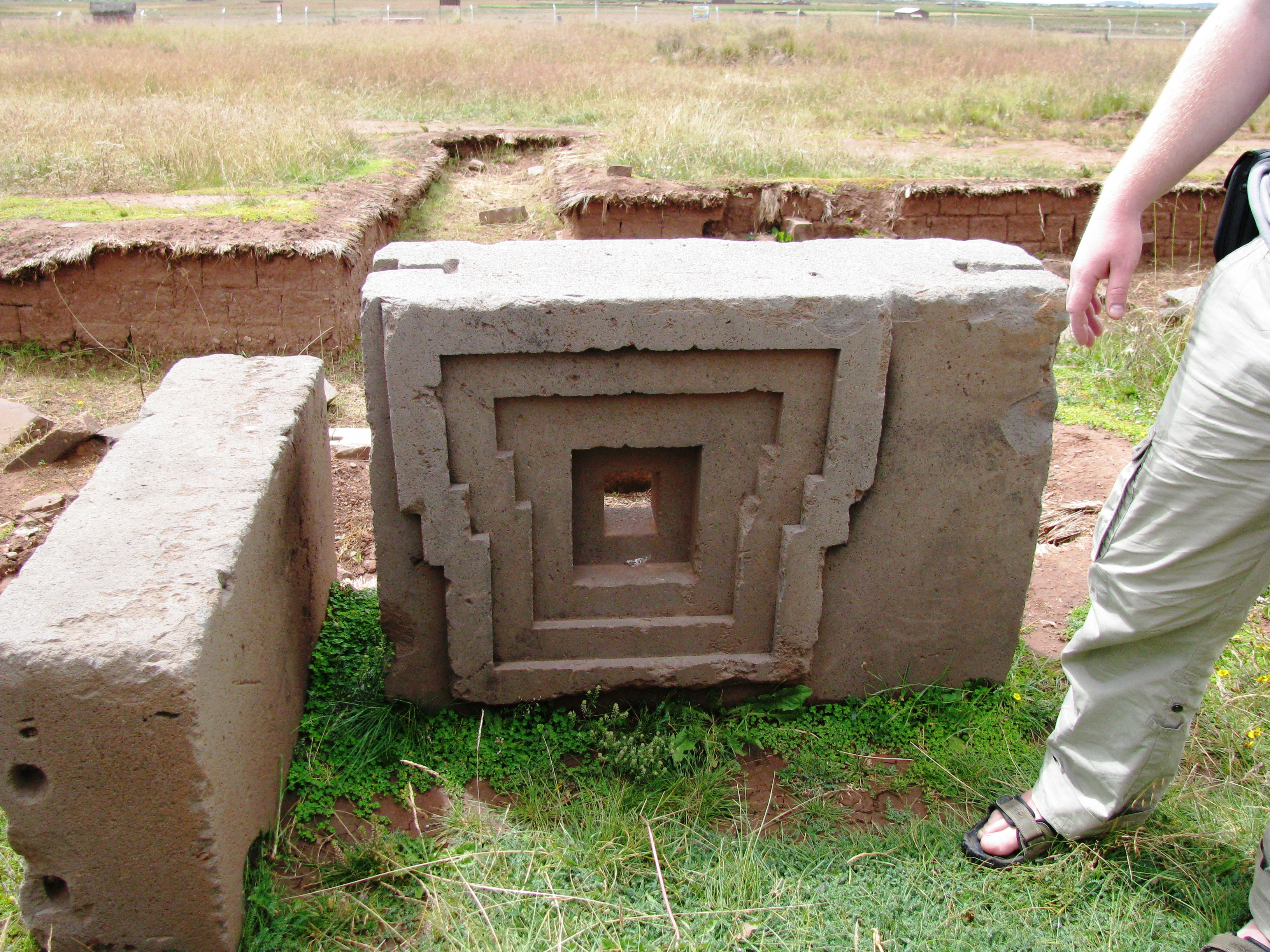
Ornamentsteine mit I-Krampenfassungen, was darauf hindeutet, dass diesem Block mehr Steine hinzugefügt wurden
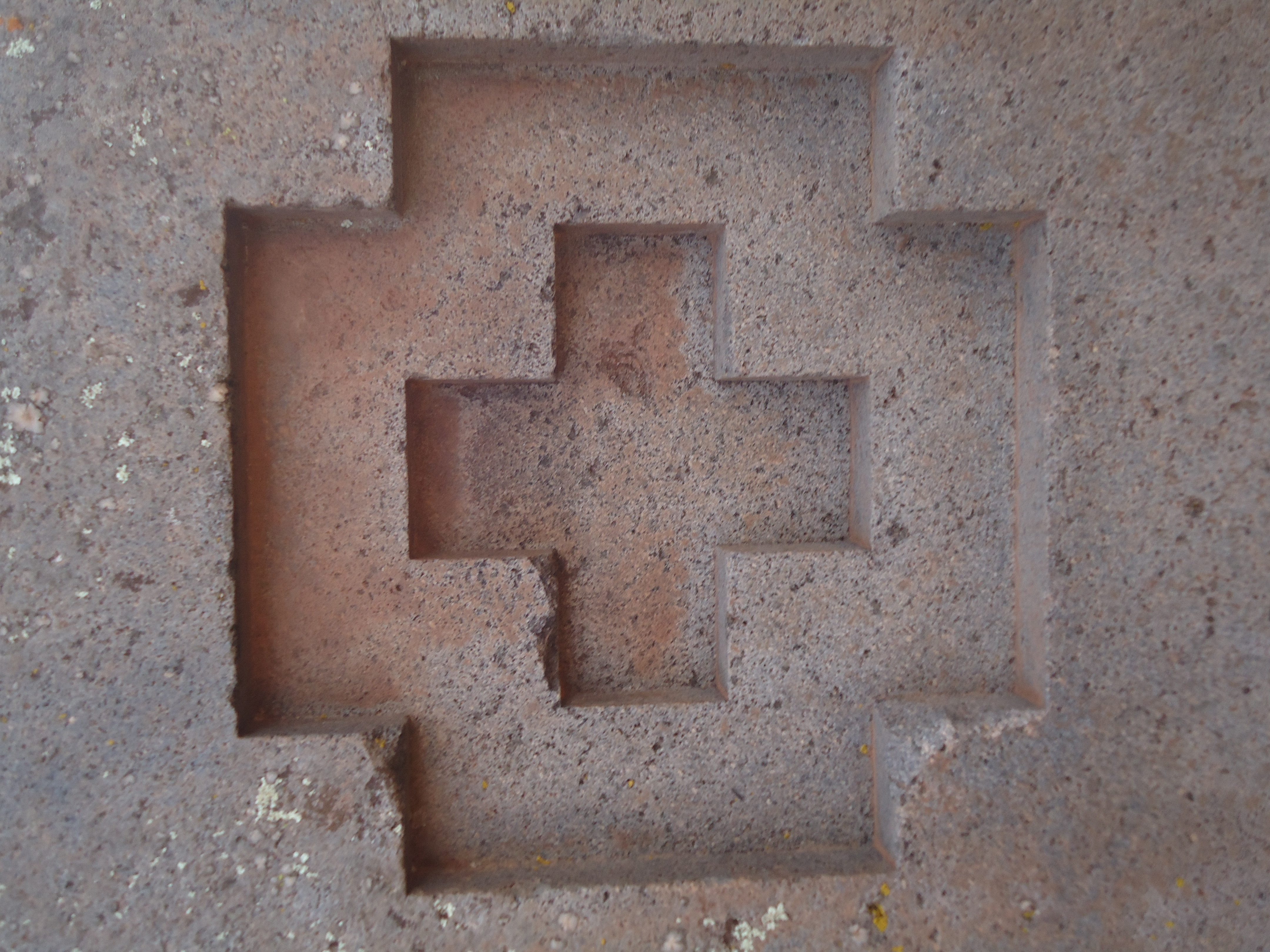
Detail eines der Andesitblöcke
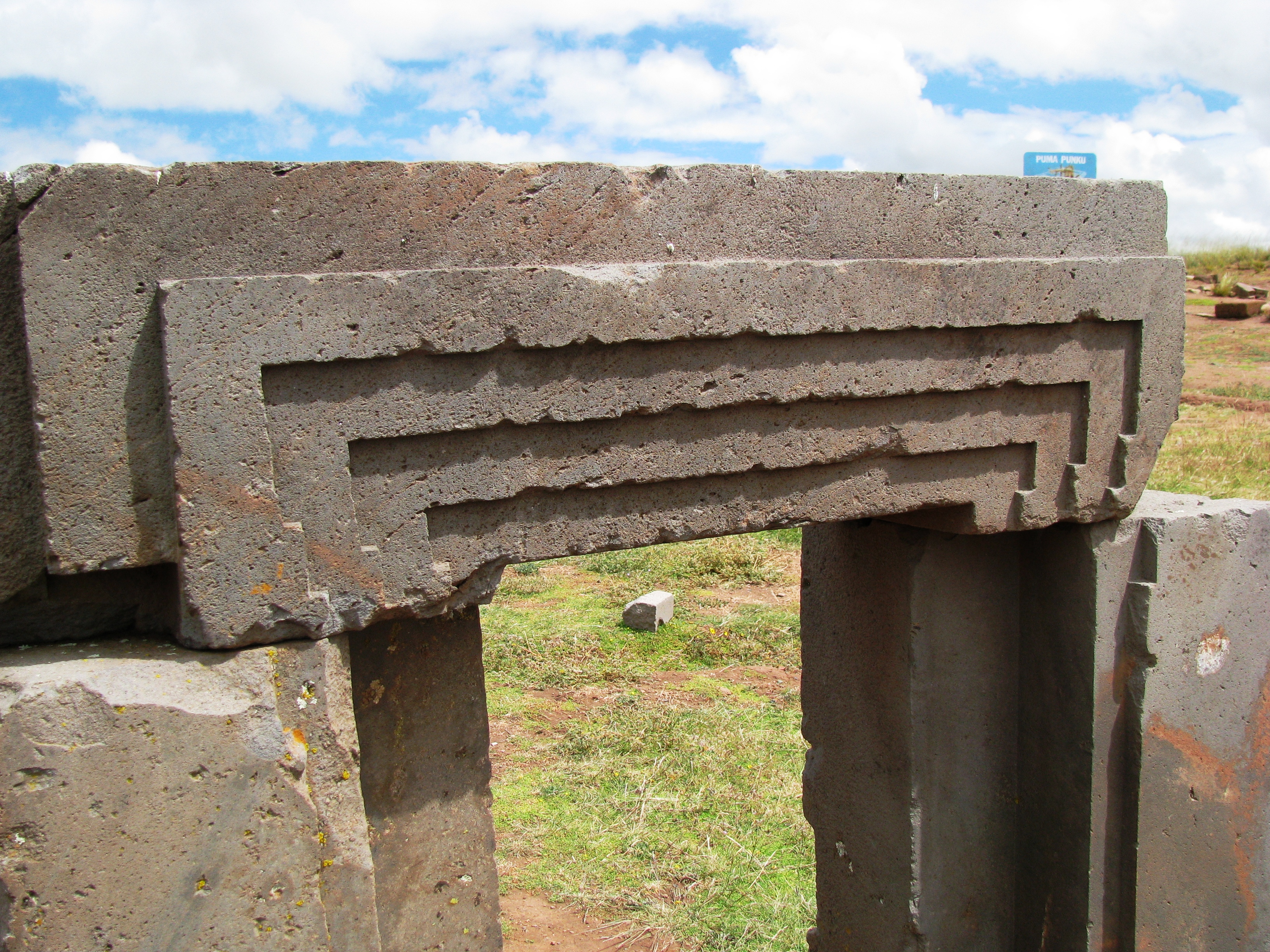
Verschachtelte Strukturen, die typisch für Pumapunku-Stil-Architektur sind